# فرشته‌ماهی شهبانو
فرشته‌ماهی شهبانو (نام علمی: Holacanthus ciliaris) نام یک گونه از سرده فرشته‌ماهی‌های پرخار است. این گونه با نام‌های فرشته‌ماهی آبی، فرشته‌ماهی طلایی یا فرشته‌ماهی زرد نیز شناخته می‌شود، فرشته‌ماهی شهبانو گونه‌ای از فرشته‌ماهی‌های دریایی است که در غرب اقیانوس اطلس یافت می‌شود. این یک گونه اعماق دریا (کف اقیانوس) است که در صخره‌های مرجانی زندگی می‌کند. با رنگ آبی و زرد و لکه یا «تاج» متمایز روی پیشانی‌اش شناخته می‌شود. این تاج آن را از فرشته‌ماهی آبی برمودا (Holacanthus bermudensis) که نزدیک به هم مرتبط و شبیه به نظر می‌رسد، متمایز می‌کند، که در محدوده با آن همپوشانی دارد و می‌تواند تواید مثل کند.
فرشته‌ماهی شهبانو بالغ تغذیه کننده‌های انتخابی هستند و در درجه اول اسفنج می‌خورند. ساختار اجتماعی آنها شامل حرمسراهایی است که شامل یک نر و حداکثر چهار ماده است. آنها در قلمروی زندگی می‌کنند که ماده‌ها به‌طور جداگانه علوفه می‌جویند و نرها از آنها مراقبت می‌کنند. تولید مثل در این گونه در نزدیکی ماه کامل اتفاق می‌افتد. تخم‌های شفاف دریایی هستند و در آب شناور می‌شوند و پس از ۱۵ تا ۲۰ ساعت از تخم بیرون می‌آیند. جوجه‌های این گونه رنگ‌بندی متفاوتی نسبت به بزرگسالان دارند.
فرشته‌ماهی شهبانو در تجارت آکواریومی دوست‌داشتنی است و یکی از گونه‌های رایج صادراتی از برزیل بوده‌است. در سال ۲۰۱۰، فرشته‌ماهی شهبانو توسط اتحادیه بین‌المللی حفاظت از طبیعت کمترین نگرانی را ارزیابی کرد زیرا به نظر می‌رسید جمعیت وحشی آن پایدار است.

## طبقه‌بندی
فرشته‌ماهی شهبانو برای نخستین بار در سال ۱۷۵۸ توسط کارل لینه در ویرایش دهم سامانه طبیعت، با نام محلی "آتلانتیک غربی/کارائیب" به عنوان Chaetodon ciliaris توصیف علمی شد. در سال ۱۸۰۲ توسط طبیعت‌شناس فرانسوی برنارد ژرمن دو لاکپد به سرده هولاکانتوس منتقل شد که نام آن از واژه‌های یونان باستان «هولوس» (کامل) و «آکانتا» (خار) گرفته شده‌است. نام خاص آن ciliaris به معنای "حاشیه دار" است، که اشاره ای به squamis ciliatis ("فلس‌های سیلیات") آن است. نام‌های رایج دیگر این گونه عبارتند از «فرشته‌ماهی آبی»، «فرشته‌ماهی طلایی» و «فرشته‌ماهی زرد».
فرشته‌ماهی‌های دریایی از جنس Holacanthus احتمالاً بین ۱۰٫۲ تا ۷٫۶ میلیون سال پیش (mya) سرچشمه گرفته‌اند. پایه‌ترین گونه، فرشته ماهی گینه (Holacanthus africanus) در سواحل غرب آفریقا است. بسته شدن تنگه پاناما 3.5-3.1 mya منجر به جدا شدن گونه‌های گرمسیری شرقی اقیانوس آرام شد. نزدیک‌ترین گونه‌های خویشاوند و خواهر فرشته‌ماهی شهبانو، آنجل‌ماهی آبی برمودا (H. bermudensis) است. آنها به آمیختگی معروف هستند و دورگه‌ای به نام فرشته ماهی تاونسند را تولید می‌کنند که دارای ویژگی‌های واسط بین گونه‌های مادر است. فرشته ماهی تاونسند بارور است و افراد می‌توانند هم با یکدیگر و هم با دو گونه والد تولید مثل کنند.

## ویژگی‌ها
این گونه پوزه کوتاه و دهان کوچک حاوی دندانهای پرز مانند دارد. باله پشتی شامل ۱۴ خار و ۱۹ تا ۲۱ پرتو نرم است و باله مقعدی دارای ۳ خار و ۲۰ تا ۲۱ پرتو نرم است. طول کل این گونه به حداکثر ۴۵ سانتی‌متر (۱۸ اینچ) و وزن ۱۶۰۰ گرم (۵۶ اونس) می‌رسد. نرها ممکن است بزرگتر از ماده‌ها باشند.
این گونه دارای فلس‌های کناری (سمت) آبی-سبز با لبه‌های زرد است. دم و باله‌های جفت شده به رنگ زرد روشن و باله‌های مقعدی به رنگ زرد نارنجی هستند. بخش پشتی باله پشتی به رنگ زرد نارنجی نوک دارد و باله‌های سینه ای دارای لکه‌های آبی بزرگ در پایه هستند. روی پیشانی، بالا و پشت چشم‌ها، یک لکه (چشم مانند) یا «تاج» با حلقه آبی برقی که مرکز آبی کبالتی با لکه‌های آبی برقی را احاطه کرده‌است. این تاج ویژگی اصلی این گونه است که این گونه را از فرشته‌ماهی آبی برمودا متمایز می‌کند. نوجوانان آبی تیره با نوارهای عمودی آبی روشن و ناحیه سینه ای زرد هستند. آن‌ها شبیه فرشته‌ماهی‌های آبی نوجوان هستند و با خطوط عمودی خمیده‌تر متمایز می‌شوند. نوجوانان در حال رشد با رسیدن به رنگ‌آمیزی بزرگسالی خود، الگوهای انتقالی ایجاد می‌کنند.

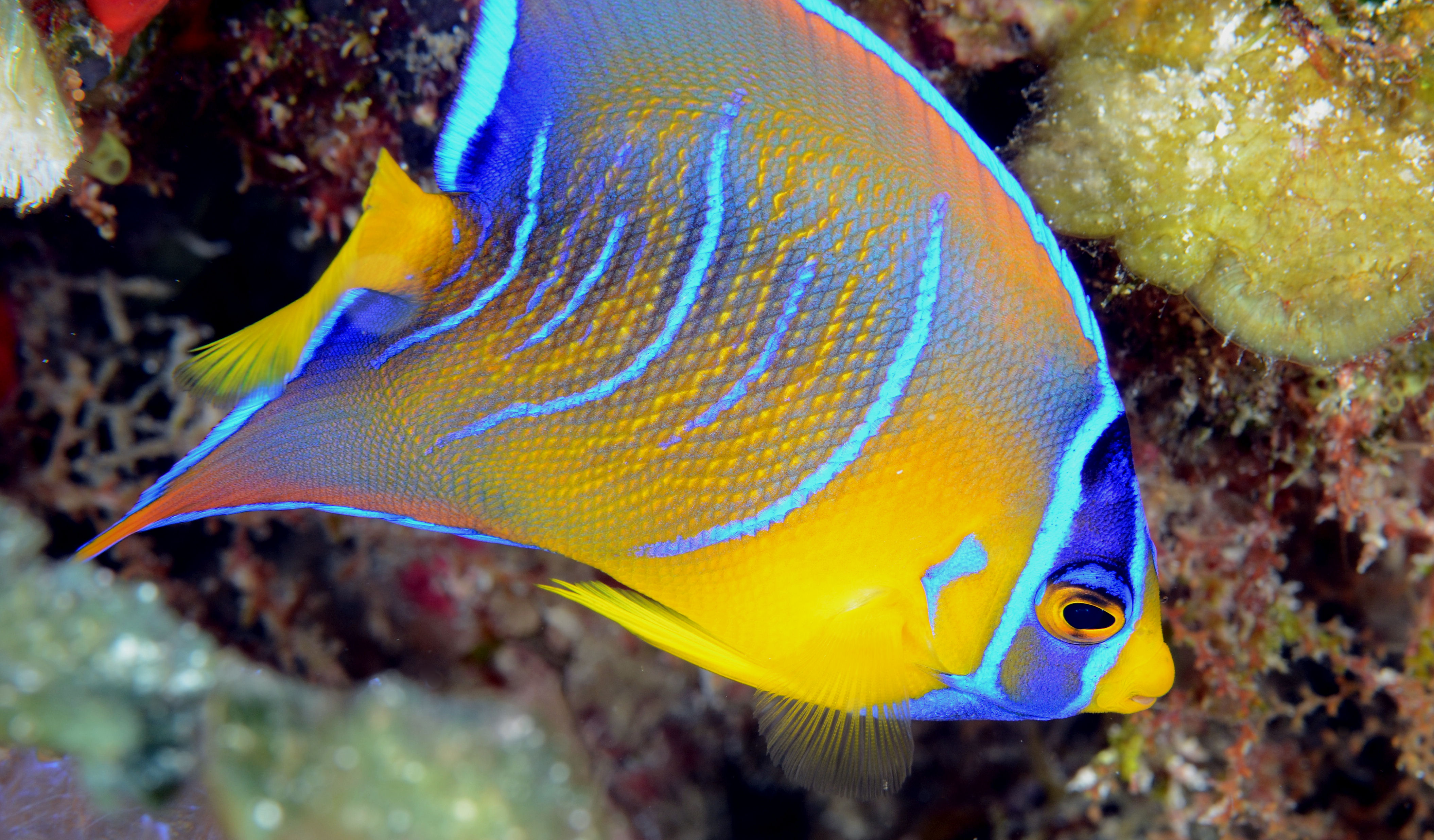
فرشته ماهی نوجوان به رنگ آمیزی بالغ نزدیکتر است.

فرشته ماهی نوجوان به رنگ‌آمیزی بالغ نزدیک‌تر است. هفت تغییر رنگ دیگر در سواحل مجمع الجزایر سنت پیتر و سنت پل، برزیل ثبت شده‌است. اینها عبارتند از رنگ طلایی نارنجی روشن، شکل کاملاً سفید، شکل سفید با لکه‌های نارنجی و سیاه، رنگ آبی روشن که دارای باله دمی کم رنگ است، رنگ آبی روشن با صورت زرد با باله دمی کم رنگ، رنگ روشن. شکل آبی با هر دو بخش سینه‌ای و باله دمی زرد، و شکل آبی روشن با باله‌های سینه ای/دمی سیاه و سفید و دهان سفید و اپرکولوم. شکل رنگ دیگری در درای تورتوگاس فلوریدا در سال ۲۰۰۹ ثبت شد. این ماهی بیشتر آبی کبالتی با باله‌های سینه‌ای، لگنی و دمی سفید بود. ناحیه پوزه و اپرکولوم دارای رنگ آبی و سفید کبالتی خالدار بود و باله‌های پشتی و مقعدی به رنگ زرد متمایل به نارنجی و سفید بودند.
پیشینه‌ای از حداقل دو فرشته‌ماهی شهبانو وحشی در سنت پیتر و سنت پل با بدشکلی اسکلتی "pughead"، فک بالایی فشرده و فک پایینی بیرون زده وجود دارد. چنین ناهنجاری‌هایی در ماهیان اسیر بیشتر دیده می‌شود.

## بوم‌شناسی
فرشته‌ماهی شهبانو در مناطق گرمسیری و نیمه گرمسیری اقیانوس اطلس غربی در اطراف سواحل و جزایر قاره آمریکا یافت می‌شود. آنها از فلوریدا در امتداد خلیج مکزیک و دریای کارائیب تا برزیل دیده شده‌اند. دامنه آنها تا شرق برمودا و مجمع الجزایر سنت پیتر و سنت پل گسترش می‌یابد. فرشته‌ماهی‌های شهبانو در اعماق دریا یا ژرفانشین هستند و از آب‌های کم‌عمق نزدیک به ساحل تا ارتفاع ۷۰ متری (۲۳۰ فوت) زندگی می‌کنند. آن‌ها در صخره‌های مرجانی زندگی می‌کنند و معمولاً به صورت ماهی‌های انفرادی یا به صورت جفت در میان مرجان‌های نرم شنا می‌کنند.
فرشته‌ماهی شهبانو از اسفنج‌ها، تونیکات‌ها، چتر دریایی، مرجان‌ها، پلانکتون‌ها و جلبک‌ها تغذیه می‌کند. بچه‌ها به‌عنوان ماهی‌های پاک‌تر عمل می‌کنند و ایستگاه‌هایی برای تمیز کردن راه‌اندازی می‌کنند که در آن انگل‌های خارجی را از ماهی‌های بزرگ‌تر جدا می‌کنند. در جزیره سنت توماس و سالوادور، باهیا، ۹۰ درصد رژیم غذایی بزرگسالان اسفنج است. در خارج از مجمع الجزایر سنت پیتر و سنت پل، بیش از ۳۰ گونه طعمه ممکن است مصرف شود، ۶۸٪ اسفنج، ۲۵٪ جلبک، و ۵٪ از گونه‌های bryozoans. به نظر می‌رسد که فرشته‌ماهی‌های ملکه تغذیه‌کننده‌های گزینشی هستند، زیرا تعداد طعمه‌ها در رژیم غذایی آنها با فراوانی آنها ارتباطی ندارد.